# Yikesu Xiang
Yikesu Xiang (kinesiska: 依克苏乡, 依克苏) är en socken i Kina. Den ligger i den autonoma regionen Xinjiang, i den nordvästra delen av landet, omkring 1 100 kilometer sydväst om regionhuvudstaden Ürümqi.
Genomsnittlig årsnederbörd är 87 millimeter. Den regnigaste månaden är maj, med i genomsnitt 15 mm nederbörd, och den torraste är april, med 2 mm nederbörd.